# Jauhenij Bahuzki
Jauhenij Bahuzki (belarussisch Яўгеній Багуцкі, international nach englischer Umschrift Yauheni Bahutski; * 7. September 1999 in Brusy) ist ein belarussischer Leichtathlet.

## Karriere
Erste internationale Erfahrungen sammelte Jauhenij Bahuzki im Jahr 2016, als er bei den erstmals ausgetragenen Jugendeuropameisterschaften in Tiflis mit einer Weite von 49,06 m in der Qualifikation ausschied, wie auch bei den U20-Europameisterschaften im Jahr darauf in Grosseto mit 52,69 m. 2018 gewann er dann bei den U20-Weltmeisterschaften im finnischen Tampere 61,75 m die Silbermedaille. 2019 belegte er bei den U23-Europameisterschaften in Gävle mit 58,56 m den vierten Platz. 2021 steigerte sich Bahuzki auf über 66 m und gewann im Juli bei den U23-Europameisterschaften in Tallinn mit 61,21 m die Silbermedaille hinter dem Slowenen Kristjan Čeh. Daraufhin nahm er an den Olympischen Spielen in Tokio teil, verpasste dort aber mit 58,65 m den Finaleinzug.
In den Jahren 2019 und 2021 siegte Bahuzki bei den belarussischen Meisterschaften.